# Michael Bolus
Michael Bolus (* 1934 in Kapstadt, Südafrika; † 2013) war ein britischer Bildhauer.
Michael Bolus siedelte 1957 nach England über. In den Jahren 1958 bis 1962 studierte er bei Anthony Caro. Die Formensprache seiner Stahl- und Aluminiumkonstruktionen wurde von ihrer Farbgebung unterstützt. Mehrere seiner Plastiken stehen in der Tate Britain in London.